# 安原町 (郡山市)
安原町（やすはらまち）は、福島県郡山市の大字である。郵便番号は963-0666。

## 地理
郡山市役所本庁所管の行政区である旧郡山地区に属する。北で阿久津町、北東であぶくま台、東から南にかけ横川町、西で横塚、下舘野、佐野良とそれぞれ隣接する。また北側の阿久津町、下白岩町境界にはあぶくま台に隔てられる形で当域の飛地（字金クソ）が存在する。概ね市町村制施行以前の田村郡安原村の流れを汲む地域である。市内東部の一級水系阿武隈川右岸流域の一角を主な範囲とする。川沿いの低地に田畑が広がり、その東側の山裾を南北に貫く福島県道73号二本松金屋線に沿う字安原を中心に集落が位置する。域内東側は丘陵地であり、山林が広がるほか、東西に貫く美術館通りに沿い郡山市立美術館が立地する。北東側の阿久津町、下白岩町境界部の高台はあぶくま台団地に伴いあぶくま台一～二丁目として分離新設された。芳賀に所在する郡山警察署芳賀交番、および堂前町に所在する郡山消防署本署がそれぞれ管轄にあたる。

### 河川・湖沼
一級水系阿武隈川水系
- 阿武隈川

### 主な字
字
- 向舘
- 古屋敷
- 前
- 安原

- 谷津
- 宮ノ後
- 大谷地

## 歴史
- 1879年1月27日 -福島県内における郡区町村制の施行により、旧守山藩領安原村が田村郡の村となる。
- 1889年4月1日 - 町村制の施行により安原村が周辺11村と合併し田村郡巌江村が発足する。旧安原村域は巌江村の大字となる。
- 1955年11月15日 - 大字白岩、下白岩、阿久津、横川、および上舞木の一部（現在の郡山市舞木町）と共に三春町から郡山市に分離、編入され、郡山市の大字となる。

## 世帯数と人口
2024年1月1日現在の世帯数と人口は以下の通りである。
| 大字   | 世帯数  | 人口  |
| ------ | ------- | ----- |
| 安原町 | 104世帯 | 206人 |

## 小・中学校の学区
市立小・中学校に通う場合、学区は以下の通りとなる。
| 番地 | 小学校             | 中学校                 |
| ---- | ------------------ | ---------------------- |
| 全域 | 郡山市立東芳小学校 | 郡山市立郡山第四中学校 |

## 交通

### 道路
- 福島県道73号二本松金屋線
- 一級市道56号赤沼方八町線（美術館通り）
  - 安原橋

## 施設等
- 郡山市立美術館
- 三渡大神宮